# Brevipalpus delus
Brevipalpus delus är en spindeldjursart som beskrevs av Pritchard och Baker 1952. Brevipalpus delus ingår i släktet Brevipalpus och familjen Tenuipalpidae. Inga underarter finns listade.